# Home (chanson de Depeche Mode)
Pour les articles homonymes, voir Home.
Singles de Depeche Mode
It's No Good
(1997) Useless
(1997)
Pistes de Ultra
The Love Thieves
(2) It's No Good
(4)
Home est une chanson du groupe britannique Depeche Mode. Elle apparait sur l'album Ultra sorti en 1997, et est également sorti en tant que trente-troisième single du groupe le 16 juin 1997. C'est aussi le troisième, et à ce jour dernier single chanté par Martin L. Gore, les deux autres étant A Question of Lust et Somebody (qui était couplé avec la chanson Blasphemous Rumours chantée par Dave Gahan).
Le single n'est pas sorti dans les bacs français, ainsi qu'aux États-Unis. Il était normalement prévu qu'il soit sorti là-bas, mais cela a été annulé car quelques radios diffusaient la chanson Useless à la place, amenant les gens à penser que c'était le troisième single de l'album au lieu du dernier single. Reprise a donc annulé cette sortie américaine de Home malgré une liste de chansons déjà préparées, et a donc sorti Home/Useless en double face A.
Home est une ballade avec un son mélodieux alliant guitare, synthés et violons. Elle est devenue une chanson incontournable du groupe, jouée à chaque tournée depuis son apparition et à chaque fois avec un arrangement différent (pour Touring the Angel, le remix Around the Golf, réalisé par le groupe Air, a été utilisé). 
Il n'y a pas de face B pour Home, mais des versions live de Barrel of a Gun et It's No Good enregistrées à l'occasion de l'Ultra Party à Londres.
Le clip pour Home est le seul de l'album Ultra à ne pas avoir été réalisé par Anton Corbijn. Il est l’œuvre de Steve Green et utilise une version raccourcie de la chanson.

## Liste des chansons
| Vinyle 12"Mute / 12Bong27 : 1. "Home (Jedi Knights Remix (Drowning in Time))" (7:02) 2. "Home (Air "Around the Golf" Remix)" (3:57) 3. "Home (LFO Meant to Be)" (4:26) 4. "Home (Grantby Mix)" (4:39) (remixé par Dan Grigson) CDMute / CDBong27 : 1. "Home" (5:46) 2. "Home (Air "Around the Golf" Remix)" (3:57) 3. "Home (LFO Meant to Be)" (4:26) 4. "Home (The Noodles & The Damage Done)" (6:36) (remixé par Skylab) CDMute / LCDBong27 : 1. "Home (Jedi Knights Remix (Drowning in Time))" (7:02) 2. "Home (Grantby Mix)" (4:39) 3. "Barrel of a Gun (Live)" (6:02) 4. "It's No Good (Live)" (4:06) Promo 12"Mute / P12Bong27 : 1. "Home (Jedi Knights Remix (Drowning in Time))" (7:02) 2. "Home (Air "Around the Golf" Remix)" (3:57) 3. "Home (LFO Meant to Be)" (4:26) 4. "Home (Grantby Mix)" (4:39) (remixé par Dan Grigson) Radio Promo CDMute / RCDBong27 : 1. "Home (Radio Edit)" (3:59) 2. "Home (Album Version)" (5:50) CD-RTape-To-Tape / Bong 27 : 1. "Home (Instrumental)" (3:59) | CDMute / CDBong27X (EU): 1. "Home" (5:46) 2. "Home (Air "Around the Golf" Remix)" (3:56) 3. "Home (LFO Meant to Be)" (4:26) 4. "Home (The Noodles & The Damage Done)" (6:36) 5. "Home (Jedi Knights Remix (Drowning in Time))" (7:01) 6. "Home (Grantby Mix)" (4:40) 7. "Barrel of a Gun (Live)" (6:02) 8. "It's No Good (Live)" (4:06) - Ce CD est la ressortie de 2004. CDReprise / PRO-CD-8855 : 1. "Home (Radio Edit)" (3:59) 2. "Home (Air "Around the Golf" Remix)" (3:56) - Toutes les chansons sont l’œuvre de Martin L. Gore. - Martin Gore est au chant sur "Home", Dave Gahan sur "Barrel of a Gun" et "It's No Good". - Les chansons live ont été enregistrées le 10 avril 1997 à l'Adrenalin Village de Londres. |

## "Home" et "Useless"
"Home" et "Useless" sont sortis en novembre 1997 en double face A en Amérique du Nord. La jaquette du devant est celle du single "Home" avec la liste des chansons de celui-ci, tandis que la jaquette du derrière est celle du single "Useless" avec la liste des chansons de ce dernier.

### États-Unis
7"Reprise / 7-17314 :
1. "Home" (5:46)
2. "Useless [CJ Bolland Ultrasonar Edit]" (4:06)

CDReprise / 9 17314-2 :
1. "Home" (5:46)
2. "Home [Air "Around the Golf" Remix]" (3:58)
3. "Useless [CJ Bolland Ultrasonar Edit]" (4:06)

- Sorti le 18 novembre.

CDReprise / 9 43906-2 :
1. "Home" (5:46)
2. "Home [Grantby Mix]" (4:38)
3. "Home [LFO Meant to Be]" (4:26)
4. "Home [The Noodles and The Damage Done]" (6:22)
5. "Useless [CJ Bolland Ultrasonar Mix]" (6:00)
6. "Useless [CJ Bolland Funky Sub Mix]" (5:38)
7. "Useless [Kruder + Dorfmeister Session ™]" (9:10)
8. "Useless [Escape from Wherever: Parts 1 & 2]" (7:15)
9. "Barrel of a Gun (Video)
10. "It's No Good (Video)
11. "Home (Video)
12. "Useless (Video)

- Sorti le 11 novembre.
- Toutes les chansons sont l’œuvre de Martin L. Gore.
- Martin Gore est au chant sur "Home", Dave Gahan sur "Useless".

## Classements
| Pays                                | Meilleure position |
| ----------------------------------- | ------------------ |
| Allemagne                           | 11                 |
| États-Unis (U.S. Billboard Hot 100) | 88                 |
| Finlande                            | 15                 |
| Italie                              | 3                  |
| Royaume-Uni                         | 23                 |
| Pays-Bas                            | 78                 |
| Suède                               | 10                 |
| Suisse                              | 47                 |

## Anecdotes
La jaquette de "Home" est en fait une peinture  d'Emma Corbijn, la fille d'Anton Corbijn qui avait à l'époque 5 ans.
Le groupe philippin Urbandub a fait une reprise de la chanson pour une édition limitée de leur album intitulé "The Apparition".